# Ernst Rudolf Bierling
Ernst Rudolf Bierling (* 7. Januar 1841 in Zittau; † 8. November 1919 in Greifswald) war deutscher Rechtswissenschaftler und Politiker. Er gilt als Hauptvertreter der Anerkennungstheorie, welche die Rechtsgeltung mit der Anerkennung des Rechts durch die Rechtsgenossen zu begründen versucht.

## Leben
Bierling, Sohn eines Zittauer Rechtsanwalts, studierte in Leipzig Jura und wurde 1868 Rechtsanwalt in Zittau. Während seines Studiums wurde er im Sommer 1859 Mitglied der Leipziger Universitäts-Sängerschaft zu St. Pauli (heute Deutsche Sängerschaft). 1871 ging er als Privatdozent nach Göttingen. 1873 ging er an die Universität Greifswald, wo er bis 1901 ordentlicher Professor des Kirchen- und Strafrechts war.
Von 1878 bis 1899 war Bierling Mitglied der Pommerschen Provinzialsynode sowie 1875 und 1884–1902 Mitglied der Generalsynode der Evangelischen Landeskirche der älteren Provinzen Preußens. Von 1881 bis 1885 war er konservatives Mitglied des Preußischen Abgeordnetenhauses. 1889 wurde er auf Präsentation der Universität Greifswald als Nachfolger des verstorbenen Eduard Baumstark zum Mitglied des Preußischen Herrenhauses auf Lebenszeit berufen. Ferner wurde ihm der Titel eines Geheimen Justizrates verliehen.

## Schriften
- 1869 Gesetzgebungsrecht evangelischer Landeskirchen im Gebiet der Kirchenlehre
- 1873 Die moderne Doktrin und die unabänderlichen Rechte der lutherischen Kirchenlehre
- 1876 Das Wesen des positiven Rechts und das Kirchenrecht
- 1877–1883 Zur Kritik der juristischen Grundbegriffe, 2 Bände
- 1881 Kleine Beiträge zur Lehre über Eheschließung u. Trauung
- 1885 Die konfessionelle Schule in Preußen und ihr Recht
- 1894–1911 Juristische Prinzipienlehre, 4 Bände